# Až tak moc tě nežere
Až tak moc tě nežere (v anglickém originále He’s Just Not That Into You) je americká filmová komedie z roku 2009. Režisérem filmu je Ken Kwapis. Hlavní role ve filmu ztvárnili Ben Affleck, Jennifer Aniston, Drew Barrymoreová, Jennifer Connelly a Kevin Connolly.

## Obsazení
| Ben Affleck        | Neil           |
| Jennifer Aniston   | Beth Murphy    |
| Drew Barrymoreová  | Mary Harris    |
| Jennifer Connelly  | Janine Gunders |
| Kevin Connolly     | Conor Barry    |
| Bradley Cooper     | Ben Gunders    |
| Ginnifer Goodwin   | Gigi Phillips  |
| Scarlett Johansson | Anna Marks     |
| Kris Kristofferson | Rod Murphy     |
| Luis Guzman        | Javier         |